# Gymnothorax albimarginatus
 Gymnothorax albimarginatus és una espècie de peix de la família dels murènids i de l'ordre dels anguil·liformes.

## Morfologia
Els mascles poden assolir els 100 cm de longitud total.

## Distribució geogràfica
Es troba al Japó i Taiwan.